# Liste du patrimoine immobilier classé de Quiévrain
Cette page regroupe l'ensemble du patrimoine immobilier classé de la ville belge de Quiévrain.
| Objet | Année de construction / Architecte | Adresse       | Section communale | Coordonnées                      | Numéro d’inventaire | Illustration |
| --- | ---------------------------------- | ------------- | ----------------- | -------------------------------- | ------------------- | --- |
| L'église Saint-Martin, à Quiévrain (M) ainsi que l'ensemble formé par cet édifice, le presbytère et leurs abords (S) |                                    | place du parc | Quiévrain         | 50° 24′ 21″ nord, 3° 40′ 54″ est | 53068-CLT-0001-01   | L'église Saint-Martin, à Quiévrain (M) ainsi que l'ensemble formé par cet édifice, le presbytère et leurs abords (S) |
| Les façades et les toitures de l'immeuble sis au lieu-dit Vieille Barrière route de Mons à Quiévrain                 |                                    |               | Quiévrain         | 50° 24′ 44″ nord, 3° 42′ 47″ est | 53068-CLT-0004-01   | Image manquanteTéléverser                                                                                            |